# 春魚工作室
春魚創意股份有限公司，簡稱春魚工作室、春魚創意，為台灣一家虛擬YouTuber經紀公司，以經營虛擬YouTuber為主要業務，目標族群大多為網路年輕世代，旗下有與STORIA/Narrator遊戲工作室聯合成立的《SquareLive》，過往曾推出《終端少女》、《瀕臨絕種團》、《惡獸時代》、《極深空計畫》、《瑟拉斯蒂歐》、《諦覓司》等虛擬藝人團體，多次跨界與其他廠商及政府單位合作。

## 歷史
2018年10月，前鮮鮮文化主編、前尖端出版資深主編、前鏡文學開發總監「春魚」陳善清成立深焙版權經紀股份有限公司，公司設於新北市板橋區文化路一段268號15樓之2（田明文化金融大樓），授權出版品作影視、電子遊戲等泛娛樂改編。
2022年5月16日，深焙版權經紀改組為春魚創意股份有限公司。
2023年8月16日，春魚創意總部遷往臺北市大安區光復南路446號6樓之1（三和大樓）。
2024年8月30日，春魚創意總部遷往新北市新店區中興路二段192號12樓之1（台灣科技總部大樓）。

## 成員
| 藝名     | 所屬團體                             | 首次直播時間   | 備註                    |
| -------- | ------------------------------------ | -------------- | ----------------------- |
| 平平子   | 終端少女                             | 2021年2月18日  | 於2023年7月30日活動中止 |
| 十五號   | 瀕臨絕種團RESCUTE                    | 2021年3月21日  | 於2023年6月30日活動中止 |
| 露恰露恰 | 瀕臨絕種團RESCUTE                    | 2021年5月22日  |                         |
| 歐貝爾   | 瀕臨絕種團RESCUTE                    | 2021年6月20日  | 於2023年7月30日活動中止 |
| 歐妲     | 惡獸時代Monstar                      | 2021年12月11日 |                         |
| 海唧     | 惡獸時代Monstar                      | 2021年12月19日 | 於2023年3月22日解約     |
| 阿爾姿   | 惡獸時代Monstar                      | 2022年1月17日  | 於2023年5月27日活動中止 |
| 厄倫蒂兒 | 極深空計畫 Xtreme Deep Field Project | 2022年8月29日  |                         |
| 涅默     | 極深空計畫 Xtreme Deep Field Project | 2022年9月26日  |                         |
| 埃穆亞   | 極深空計畫 Xtreme Deep Field Project | 2022年10月31日 |                         |
| 熙歌     | 極深空計畫 Xtreme Deep Field Project | 2022年11月28日 |                         |
| 雲隙光   | 瑟拉斯蒂歐Celestial                  | 2023年12月5日  |                         |
| 冰霧     | 瑟拉斯蒂歐Celestial                  | 2023年12月5日  |                         |
| 白白虹   | 瑟拉斯蒂歐Celestial                  | 2023年12月6日  |                         |
| 幻月     | 瑟拉斯蒂歐Celestial                  | 2023年12月6日  |                         |
| 穆恩佐   | 諦覓司Timaeus                        | 2024年10月14日 |                         |
| 格萊伊   | 諦覓司Timaeus                        | 2024年10月15日 |                         |
| 賽特珞   | 諦覓司Timaeus                        | 2024年10月16日 |                         |
| 艾斯珀達 | 諦覓司Timaeus                        | 2024年10月17日 |                         |

| 藝名           | 身分                          | 加入時間       |
| -------------- | ----------------------------- | -------------- |
| 祈菈．貝希毛絲 | STORIA/Narrator遊戲工作室所屬 |                |
| 哈瓜           | 實況主                        | 2023年5月23日  |
| Ren            | 實況主                        | 2023年5月23日  |
| 茸茸鼠         | 個人勢Vtuber                  | 2023年6月25日  |
| 兔姬           | 惡兔重工Vtuber                | 2023年10月19日 |
| Yoshika⁂       | 個人勢Vtuber / Vsinger        | 2024年8月31日  |
| kagami(Uma)    | 實況主                        | 2025年3月16日  |

## 外部連結
- 春魚工作室Lit.Link（页面存档备份，存于）
- 春魚工作室Portaly.cc （页面存档备份，存于）
- 春魚創意的X（前Twitter） （页面存档备份，存于）
- 春魚創意的Facebook專頁
- YouTube上的春魚創意頻道